# 藤井羑雄
藤井 羑雄（ふじい みちお）は、日本の宗教家。世界基督教統一神霊協会の日本統一教会第3代会長。元天地正教会長。元原理研究会会長。

## 経歴
九州大学在学中に原理研究会に入会した。東京に出てからは早稲田大学などの原理研究会を指導した。
1970年（昭和45年）10月21日、世界基督教統一神霊協会の合同結婚式「777双祝福式」が韓国で開催された。藤井は早大原理研にいた四条真由美と結婚した。真由美は1963年（昭和38年）に入信した古株の信者であった。
藤井は、早大総長の村井資長に「川口記念セミナーハウス」建設地として自身の別荘地を提供させることに成功。同セミナーハウスは1976年（昭和51年）1月に竣工した。同年、アメリカ合衆国に移住した。
1992年（平成4年）、日本に呼び戻され、日本統一教会の副会長に就任した。
1993年（平成5年）1月7日、文鮮明の指示により、神山威が日本統一教会の会長職を更迭された。柱の霊感商法がうまくいかなくなり、韓国への送金のノルマが達成できなくなったことが理由であった。同日、藤井は第3代会長に就任した。それとともに天地正教会長に就任。
1994年（平成6年）、世界基督教統一神霊協会日本教会の会長を退任。